# Chandos Records
La Chandos Records è una casa discografica indipendente britannica di musica classica con sede a Colchester. Fu fondata nel 1979 da Brian Couzens.

## Storia
La Chandos Records nasce da una banda musicale editrice di Chandos Music, fondata nel 1963 e da Chandos Productions, una società di produzione discografica che produceva LP per Classics for Pleasure e, in particolare, il lavoro di RCA nel Regno Unito. Il suo primo disco fu Sacred Service di Bloch (ABR1001). Le prime registrazioni importanti furono fatte con Mariss Jansons, Nigel Kennedy ed i King's Singers, prima di passare a contratti più importanti con la EMI.
Nel 2005, la Chandos Records fu la prima etichetta classica ad offrire mp3 sul proprio sito web. Ora gestisce The Classical Shop con oltre 45 etichette in offerta, tra cui Naxos, LSO Live, Coro, Avie, Onyx e molte etichette europee più rare che non sono disponibili in formato fisico nel Regno Unito.
Dal 2008 l'amministratore delegato di Chandos Records è Ralph Couzens, figlio di Brian Couzens.
Il nome "Chandos" si riferisce a James Brydges, primo Duca di Chandos (1674-1744), nella cui casa in stile palladiano, a Cannons, Händel fu impegnato come compositore residente per circa un anno (1717-1718). Oltre agli undici inni "Chandos", Händel a Cannons scrisse anche altre opere, tra cui Aci e Galatea. La società aveva in origine la sua sede in Chandos House, Chandos Place, Londra SW1, il nome della strada deriva dal Duca.

## Repertorio
Il catalogo Chandos contiene un assortimento di musica classica – per esempio, molta musica orchestrale, corale e musica da camera, di compositori britannici meno noti come Herbert Howells, Gerald Finzi, Charles Villiers Stanford e Arnold Bax, diretti da direttori illustri come Richard Hickox, Gianandrea Noseda, Neeme Järvi e Vernon Handley. Sono specializzati anche nella musica antica, sulla loro etichetta Chaconne, con le esibizioni di artisti come The Purcell Quartet, Collegium Musicum 90 e Sophie Yates. La Chandos è anche nota per la sua serie Film, preservando colonne sonore precedentemente perse. Nel 1990 hanno lanciato l'Opera nell'etichetta English, in collaborazione con la Fondazione Peter Moores, che ha portato ad oltre 80 registrazioni.
Il loro catalogo comprende:
- Le sinfonie complete di Alwyn, Vaughan Williams, Mahler, Arnold, Shostakovich, Bax
- I poemi sinfonici di Liszt
- Le serie di Musica da Film comprende: Arnold, Shostakovich, Vaughan Willams, Bax, Korngold, Coates, Addinsell, Addison

## Premi
Le registrazioni realizzate da Chandos hanno vinto molti premi tra cui "Gramophone Record of the Year" per A London Symphony di Vaughan Williams con la London Symphony Orchestra, ed il "Gramophone Choral Recording of the Year" per la Messa di Hummel. Le registrazioni Chandos hanno ricevuto cinque Grammy Awards: "Migliore registrazione d'Opera" nel 1997 per Peter Grimes di Britten e nel 2008 per Hansel e Gretel di Engelbert Humperdinck, "Best Engineered Classical Album" nel 2008 per "Settimana di Passione" di Gretchaninov e nel 2013 per "Vita e respiro" della Chorale di Kansas City, e "Best Choral performance" per "Vita e il respiro."

## Artisti
Solisti e direttori che hanno registrato per l'etichetta son Sir Charles Mackerras, Rebecca Evans, Julian Lloyd Webber, Sir Thomas Allen, Alan Opie, Tasmin Little, Bruce Ford, Barry Banks, Christine Brewer, Lesley Garrett, Horacio Gutiérrez, Neeme Järvi, Simon Keenlyside, Hideko Udagawa e Alexandre Naoumenko.
Hanno una partnership in esclusiva con la BBC Philharmonic Orchestra, direttore Richard Hickox (molte volte vincitore del Gramophone con le registrazioni Chandos) ed il pianista Jean-Efflam Bavouzet.